# MEP1B
MEP1B‏ (Meprin A subunit beta) هوَ بروتين يُشَفر بواسطة جين MEP1B في الإنسان.